# Lee Jeong-soon
Lee Jeong-Soon est une ancienne joueuse de tennis coréenne.
De 1984 à 1986, elle a joué seize matchs de Fed Cup avec la Corée et en a gagné neuf d'entre eux.

## Palmarès

### Titre en simple dames
Aucun

### Finale en simple dames
Aucune

### Titre en double dames
Aucun

### Finale en double dames
Aucune

## Parcours en Coupe de la Fédération
| #                                                                                    | Date       | Lieu      | Surface      | Gagnante(s)                    | Perdante(s)                         | Score         |          |
|                                                                                      |            |           |              |                                |                                     |               |          |
| 1984 - 1er tour qualifications (groupe mondial) - Corée du Sud - Zimbabwe - 3 : 0    |            |           |              |                                |                                     |               |          |
| 1                                                                                    | 15/07/1984 | São Paulo | Terre (ext.) | Han Eun-sook Lee Jeong-soon    | Sally-Anne McDonald Lindsay Standen | 6-0, 6-0      | Parcours |
|                                                                                      |            |           |              |                                |                                     |               |          |
| 1984 - 1er tour (groupe mondial) - Yougoslavie - Corée du Sud - 3 : 0                |            |           |              |                                |                                     |               |          |
| 2                                                                                    | 16/07/1984 | São Paulo | Terre (ext.) | Mima Jaušovec Renata Sasak     | Han Eun-sook Lee Jeong-soon         | 7-6, 5-7, 6-2 | Parcours |
|                                                                                      |            |           |              |                                |                                     |               |          |
| 1985 - 1er tour qualifications (groupe mondial) - Corée du Sud - Philippines - 2 : 1 |            |           |              |                                |                                     |               |          |
| 3                                                                                    | 06/10/1985 | Nagoya    | Dur (ext.)   | Lee Jeong-soon                 | Jennifer Saberon                    | 6-3, 6-2      | Parcours |
|                                                                                      |            |           |              |                                |                                     |               |          |
| 1985 - 1er tour (groupe mondial) - Corée du Sud - États-Unis - 0 : 3                 |            |           |              |                                |                                     |               |          |
| 4                                                                                    | 08/10/1985 | Nagoya    | Dur (ext.)   | Kathy Jordan Sharon Walsh      | Choi Jeong-ok Lee Jeong-soon        | 6-0, 6-0      | Parcours |
|                                                                                      |            |           |              |                                |                                     |               |          |
| 1986 - 1er tour qualifications (groupe mondial) - Corée du Sud - Luxembourg - 3 : 0  |            |           |              |                                |                                     |               |          |
| 5                                                                                    | 20/07/1986 | Prague    | Terre (ext.) | Lee Jeong-soon                 | Pascale Welter                      | 6-1, 6-0      | Parcours |
| 5                                                                                    | 20/07/1986 | Prague    | Terre (ext.) | Lee Jeong-soon Park Jeom-re    | Ginette Huberty Karin Kschwendt     | 6-2, 6-4      | Parcours |
|                                                                                      |            |           |              |                                |                                     |               |          |
| 1986 - 1er tour (groupe mondial) - Égypte - Corée du Sud - 0 : 3                     |            |           |              |                                |                                     |               |          |
| 6                                                                                    | 22/07/1986 | Prague    | Terre (ext.) | Lee Jeong-soon                 | Anjy Fahmy                          | 6-0, 6-1      | Parcours |
|                                                                                      |            |           |              |                                |                                     |               |          |
| 1986 - 2e tour (groupe mondial) - Argentine - Corée du Sud - 2 : 1                   |            |           |              |                                |                                     |               |          |
| 7                                                                                    | 22/07/1986 | Prague    | Terre (ext.) | Lee Jeong-soon                 | Mercedes Paz                        | 7-64, 6-2     | Parcours |
| 7                                                                                    | 22/07/1986 | Prague    | Terre (ext.) | Mercedes Paz Gabriela Sabatini | Lee Jeong-soon Park Jeom-re         | 7-5, 6-0      | Parcours |